# Динис, Лусиана
Лусиана Диниз (порт. Luciana Diniz; род. 11 октября 1970, Сан-Паулу, Бразилия) — португальская спортсменка бразильского происхождения, выступающая в дисциплине конного спорта — конкур, участница Олимпийских игр в Афинах в 2004 году, в Лондоне в 2012 году и в Рио-де-Жанейро в 2016 году, известная также как автор тренинговой философии GROW, автор книг.
На данный момент Лусиана занимает 29 строчку рейтинга Международной федерации конного спорта.

## Карьера и достижения
Олимпийские игры:
- 2016 Рио де Жанейро/Бразилия — 9-е место в индивидуальном зачете с Фит фо Фан[3]
- 2012 Лондон/Великобритания — 17-е место с Леннокс[4]
- 2004 Афины/Греция — принимала участие с Мариачи